# Палијано
Палијано (итал. Paliano) је насеље у Италији у округу Фрозиноне, региону Лацио.
Према процени из 2011. у насељу је живело 5748 становника. Насеље се налази на надморској висини од 367 м.

## Становништво
Према резултатима пописа становништва 2011. у општини је живело 8.146 становника.
| 1931. | 1936. | 1951. | 1961. | 1971. | 1981. | 1991. | 2001. | 2011. |
| ----- | ----- | ----- | ----- | ----- | ----- | ----- | ----- | ----- |
| 6.355 | 6.894 | 7.406 | 6.754 | 6.546 | 6.865 | 7.372 | 7.663 | 8.146 |